# 微熱山丘
微熱山丘（英語：SunnyHills），公司全名為寶田股份有限公司。是一個起源於臺灣南投縣的鳳梨酥品牌。成立於2008年，創辦人為許銘仁。

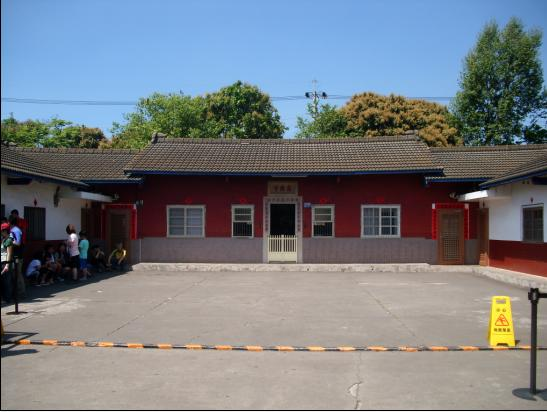
三合院門市